# 小行星2330
小行星2330（2330 Ontake）是一颗围绕太阳公转的小行星。1977年2月18日，香西洋树、古川麒一郎在木曾町发现了此天体。
該小行星以日本的火山御嶽山命名。
这颗小行星的绝对星等为134.5096661283434等。